# QDEngine
QDEngine — игровой движок, конструктор игр, разработанный российской компанией К-Д Лаб. Использовался как во внутренних играх студии, так и в сторонних проектах.

## История
В начале 2002 года К-Д Лаб подписали договор с 1С по разработке нескольких игр в жанре квест. В связи с этим было принято решение создать игровой движок, который позволял бы максимально быстро создавать point-and-click-квесты.
Первой игрой на движке стала «Карлик Нос», вышедшая 3 октября 2003 года. Игра получила отрицательный отклик критиков.
В июне 2004 года была выпущена игра «Братья Пилоты: Обратная сторона Земли», ставшая первой игрой на этом движке от сторонней студии.
Первой трёхмерной игрой на данном движке стала «Братья Пилоты 3D: Дело об огородных вредителях», которая вышла 22 октября 2004 года.
Последней игрой на движке стала «Три маленькие белые мышки. День рождения морской крысы», вышедшая 27 декабря 2007 года. Разработчиком этой игры выступила студия Lazy Games.
В марте 2024 года исходный код движка был открыт под лицензией GPLv3 и выложен на GitHub.

## Технические особенности
QDEngine предназначался исключительно для разработки игр в жанре point-and-click-квестов. Движок позволял создавать как двумерные, так и трёхмерные игры.
Его отличительной особенностью было то, что он позволял сборщику проекта самостоятельно осуществлять все этапы разработки, начиная подготовкой материалов и заканчивая созданием мастер-диска. Вся игровая логика создавалась при помощи визуального языка программирования.
Движок написан на языках программирования C++ и Си, со вставками из ассемблера.
QDEngine имел небольшой редактор карт, в котором все графические объекты можно было перетаскивать мышью.

## Разработанные игры
- Карлик Нос[2]
- Ну, Погоди! Выпуск 3. Песня для зайца[2]
- Братья Пилоты: Обратная сторона Земли[2]
- Братья Пилоты 3D: Дело об огородных вредителях[2]
- Братья Пилоты 3D: Тайны клуба собаководов[2]
- Мама не горюй[2]
- Три маленькие белые мышки. Визит морской крысы[2]
- Похождения бравого солдата Швейка[2]
- Три маленькие белые мышки. День рождения морской крысы[2]